# Aenictogiton
Aenictogiton là một chi kiến trong phân họ Aenictogitoninae. Tất cả các loài được biết đến chỉ là con đực ở Trung Mỹ và show a morphological và phylogenetic affinity to the army ant genus Dorylus. Người ta không biết về con thợ và con chúa

## Các loài
- Aenictogiton attenuatus - Santschi, 1919
- Aenictogiton bequaerti - Forel, 1913
- Aenictogiton elongatus - Santschi, 1919
- Aenictogiton emeryi - Forel, 1913
- Aenictogiton fossiceps - Emery, 1901 (loài điển hình)[2]
- Aenictogiton schoutedeni - Santschi, 1924
- Aenictogiton sulcatus - Santschi, 1919